# Gabry Ponte
Gabriele Ponte (født 20. april 1973)  er en italiensk DJ, remixer, pladeproducer og radiopersonlighed, bedst kendt for at medvirke i det italienske danseband Eiffel 65.
Den 8. Marts 2025 vandt Ponte San Marino Song Contest, med sangen Tutta l'Italia. Han vil derfor repræsentere San Marino i Eurovision Song Contest 2025 som finder sted i Basel i Schweiz.

## Diskografi

### Albumer
| Titel                 | År   | Topplacering på hitlisten |
| Titel                 | År   | ITA </br>                 |
| --------------------- | ---- | ------------------------- |
| Gabry Ponte           | 2002 | 16                        |
| Dr. Jekyll and Mr. DJ | 2004 | 17                        |
| Gabry2o               | 2008 | 34                        |

### Singler
| Title                                                 | Year | Peak chart positions | Peak chart positions | Peak chart positions | Peak chart positions | Peak chart positions | Peak chart positions | Peak chart positions | Peak chart positions | Album                                 |
| Title                                                 | Year | ITA                  | AUT                  | BEL (Wa)             | FRA                  | GER                  | NOR                  | SWE                  | SWI                  | Album                                 |
| ----------------------------------------------------- | ---- | -------------------- | -------------------- | -------------------- | -------------------- | -------------------- | -------------------- | -------------------- | -------------------- | ------------------------------------- |
| "Time to Rock"                                        | 2002 | 33                   | —                    | —                    | —                    | —                    | —                    | —                    | —                    | Gabry Ponte                           |
| "Geordie"                                             | 2002 | 9                    | —                    | —                    | —                    | —                    | —                    | —                    | —                    | Gabry Ponte                           |
| "De musica tonante"                                   | 2003 | 13                   | —                    | —                    | —                    | —                    | —                    | —                    | —                    | Gabry Ponte                           |
| "Music" (med Fargetta, original af John Miles)        | 2003 | 75                   | —                    | —                    | —                    | —                    | —                    | —                    | —                    | Gabry Ponte                           |
| "The Man in the Moon"                                 | 2003 | 30                   | —                    | —                    | —                    | —                    | —                    | —                    | —                    | Gabry Ponte                           |
| "Giulia" (med DJ Lhasa, original af Gianni Togni)     | 2003 | 16                   | —                    | —                    | —                    | —                    | —                    | —                    | —                    | Non-album single                      |
| "La danza delle streghe"                              | 2003 | 7                    | —                    | —                    | —                    | —                    | —                    | —                    | —                    | Dr. Jekyll & Mister DJ                |
| "Figli di Pitagora" (med Little Tony)                 | 2004 | 13                   | —                    | —                    | 66                   | —                    | —                    | —                    | —                    | Dr. Jekyll & Mister DJ                |
| "Sin pararse" (med Ye Man)                            | 2004 | 20                   | —                    | —                    | —                    | —                    | —                    | —                    | —                    | Non-album single                      |
| "Depends on You"                                      | 2005 | 13                   | —                    | —                    | —                    | —                    | —                    | —                    | —                    | Dr. Jekyll & Mister DJ                |
| "Sono già solo (Remix)"                               | 2010 | 51                   | —                    | —                    | —                    | —                    | —                    | —                    | —                    | Dance and Love – The Selection Vol. 3 |
| "Beat on My Drum" (med Pitbull og Sophia Del Carmen)  | 2012 | 85                   | —                    | —                    | —                    | —                    | —                    | —                    | —                    | Non-album singles                     |
| "La fine del mondo" (med Two Fingerz)                 | 2014 | 7                    | —                    | —                    | —                    | —                    | —                    | —                    | —                    | Non-album singles                     |
| "Buonanotte giorno"                                   | 2014 | 7                    | —                    | —                    | —                    | —                    | —                    | —                    | —                    | Non-album singles                     |
| "Che ne sanno i 2000" (med Danti)                     | 2016 | 22                   | —                    | —                    | —                    | —                    | —                    | —                    | —                    | Non-album singles                     |
| "Tu sei" (med Danti)                                  | 2017 | 45                   | —                    | —                    | —                    | —                    | —                    | —                    | —                    | Non-album singles                     |
| "Monster" (med Lum!x)                                 | 2019 | —                    | 52                   | 37                   | 41                   | 20                   | —                    | —                    | 55                   | Non-album singles                     |
| "The Passenger (LaLaLa)" (med Lum!x, Mokaby og D.T.E) | 2020 | —                    | 47                   | —                    | 128                  | 58                   | —                    | —                    | —                    | Non-album singles                     |
| "Lonely" (medJerome)                                  | 2020 | —                    | —                    | —                    | —                    | 77                   | —                    | —                    | —                    | Non-album singles                     |
| "Golden" (med Blasterjaxx og Riell)                   | 2021 | —                    | —                    | —                    | —                    | —                    | —                    | —                    | —                    | Non-album singles                     |
| "Oh La La" (med Moti og Mougleta)                     | 2021 | —                    | —                    | —                    | —                    | —                    | —                    | —                    | —                    | Non-album singles                     |
| "Going Down" (med Lucky Luke og Kevin Palms)          | 2021 | —                    | —                    | —                    | —                    | —                    | —                    | —                    | —                    | Non-album singles                     |
| "Thunder" (med Lum!x og Prezioso)                     | 2021 | 42                   | 36                   | 5                    | 18                   | 79                   | 5                    | 7                    | 20                   | Non-album singles                     |
| "The Portrait (Ooh La La)" (med R3hab)                | 2021 | —                    | —                    | —                    | —                    | —                    | —                    | —                    | —                    | Non-album singles                     |
| "Superman" (med Roberto Molinaro)                     | 2021 | —                    | —                    | —                    | —                    | —                    | —                    | —                    | —                    | Non-album singles                     |
| "The Feeling" (med Henri PFR)                         | 2021 | —                    | —                    | 40                   | —                    | —                    | —                    | —                    | —                    | Non-album singles                     |
| "Can't Get Over You" (med Aloe Blacc)                 | 2021 | —                    | —                    | —                    | —                    | —                    | —                    | —                    | —                    | Non-album singles                     |
| "Call Me" (med R3hab and Timmy Trumpet)               | 2022 | —                    | —                    | —                    | —                    | —                    | —                    | —                    | —                    | Non-album singles                     |
| "Hasta La Vista" (med Blasterjaxx)                    | 2022 | —                    | —                    | —                    | —                    | —                    | —                    | —                    | —                    | Non-album singles                     |
| "We Could Be Together" (med Lum!x and Daddy DJ)       | 2022 | 93                   | —                    | —                    | 96                   | —                    | —                    | —                    | —                    | Non-album singles                     |
| "—" er en plade der ikke er udgivet.                  |      |                      |                      |                      |                      |                      |                      |                      |                      |                                       |